# Кама Чинен
Кама Чинен (јап. 知念 カマ; Окинава, 10. мај 1895 — Нањо, 2. мај 2010) била је јапанска суперстогодишњакиња која је према гинисовој књизи рекорда носила титулу најстарије живе особе на свету у периоду од 11. септембра 2009. до 2. маја 2010. године.

## Биографија
Кама Чинен рођена је у префектури Окинава, Јапан, 10. маја 1895. године.
20. маја 2006. године, након смрти 111-годишње Нахе Ошира, постала је најстарија жива особа у префектури Окинава.
5. априла 2008. године, након смрти 113-годишње Каку Јаманаке, постала је најстарија жива особа у Јапану.
11. септембра 2009. године, након смрти 115-годишње Гертруде Бејнс из Сједињених Америчких Држава, постала је најстарија жива особа на свету.
Кама Чинен преминула је у граду Нањо, Префектура Окинава, Јапан, 2. маја 2010. године, у доби од 114 година и 357 дана, само осам дана пре њеног 115. рођендана.